# Cheltenham (Schriftart)

Schriftmuster der Cheltenham

Setzt auf die Cheltenham als Hausschrift: die New York Times (links)

Die Cheltenham ist eine US-amerikanische Serifen-Schriftart. Sowohl aus Auszeichnungs- als auch als Grundschrift kam sie im ersten Drittel des 20. Jahrhunderts weithin zum Einsatz. Entworfen wurde sie 1896 von dem Architekten Bertram Goodhue, überarbeitet von Morris Fuller Benton. Die Marktetablierung seitens der American Type Founders (ATF) erfolgte ab 1902. Ungewöhnlich an der Cheltenham war die – für ihre Zeit – ungewöhnlich üppige Schnittausstattung. Als deutlich mit Stilelementen der Belle Epoque behaftete Schrift hatte sich die „Chelt“ in der zweiten Hälfte des 20. Jahrhunderts überlebt. Der Versuch eines Neustarts erfolgte im Zug einer Überarbeitung durch die International Typeface Corporation (ITC) im Jahr 1975. Langjähriges CI-Element ist die Cheltenham bei der New York Times. 2003 legten die NYT-Macher fest, Überschriften ausschließlich in Cheltenham zu setzen – anstatt, wie zuvor, in stark bevorzugter Form.

## Geschichte
Die später unter dem Namen Cheltenham bekannte Schrift entstand 1896 in Form einer Co-Produktion: Ausführender Designer war der Architekt und Arts-and-Craft-Anhänger Bertram G. Goodhue, Auftraggeber der Unternehmer, Drucker und Kleinpresse-Inhaber Ingalls Kimball. Zielvorgabe war eine neue Hausschrift für die von Kimball betriebene Cheltenham Press; die anvisierte Schrift sollte entsprechend eine gute Lesbarkeit aufweisen. Die ersten Entwürfe wurden an Morris Fuller Benton von der ATF weitergereicht. Die ATF kaufte – in Abstimmung mit dem Setzmaschinenhersteller Linotype-Mergenthaler – die Entwürfe auf. Erste Probeschnitte entstanden bereits 1899. Die Fertigstellung erfolgte 1902; die Erstellung unterschiedlicher Varianten war bis 1913 im Wesentlichen abgeschlossen.
Ob – und falls ja: wie weitgehend – ATF-Typedirector Morris Fuller Benton in die Finalisierung der Cheltenham involviert war, ist umstritten. Einige Quellen nennen als Verantwortlichen für die Umsetzung den – gleichfalls in verantwortlicher Position bei ATF arbeitenden – Schriftentwerfer Joseph W. Phinney. Einher ging mit ihrer Marktetablierung eine ungewöhnlich hohe, insgesamt 23 Varianten umfassende Schnittausstattung. Im Einzelnen umfasste die Ausstattung der ATF Cheltenham die Schnitte Oldstyle, Oldstyle Italic, Bold, Bold Italic, Bold Condensed, Bold Outline, Bold Wide, Bold Condensed Italic, Bold Extra Condensed, Bold Extended, Bold Extra Condensed Title, Inline, Inline Extra Condensed, Inline Extended, Medium, Medium Italic, Oldstyle Condensed, Extrabold, Bold Shaded, Bold Shaded Italic, Medium Condensed, Medium Expanded sowie Extrabold Shaded.
Als ein kommerziell großer Erfolg erwies sich die Cheltenham gleich ab Start. Vom Erscheinungsbild her basierte sie nicht auf einem einzigen historischen Modell. Vielmehr enthielt sie sowohl Elemente traditioneller Schriften als auch Stilelemente, die auf das Arts-and-Craft-Movement hinwiesen. Ursprünglich vor allem konzipiert als Auszeichnungsschrift, war sie bald ebenso als Fließtext-Schrift in Verwendung. Zu Verbreitung und Erfolg der – im informellen Bereich bald kurz als „Chelt“ bezeichneten – Schrift trug eine breit aufgestellte Vermarktungskette bei. Mit Linotype war einer der wesentlichen Setzmaschinen-Hersteller mit an Bord. Hinzu kam eine Reihe weiterer Schriftgießereien, welche die Cheltenham teils unter anderem Namen vermarkteten. Die beiden britischen Unternehmen Monotype und Stephenson Blake vertrieben sie unter den Bezeichnungen Gloucester und Winchester, das französische Unternehmen Fonderie Olive unter der Bezeichnung Americaines Nouvelles und die Berliner Gießerei Berthold unter dem Namen Sorbonne.
Früh als Hausschrift zum Zug kam die Cheltenham bei der New York Times. Während die Fließtext-Schriften der in New York City ansässigen Traditionszeitung im Lauf der Jahrzehnte fluktuierten, kam bei Headlines vorwiegend eine hauseigene Variante der Cheltenham zum Zug; 2003 wurde sie explizit als einzige Headline-Schrift festgelegt. 2003 erfuhr die NYT Cheltenham einen größeren Relaunch; ausführender Designer war die bekannte Typograf Matthew Carter. 2009 erfolgte eine weitere Neuanpassung. Mutmaßlicher Grund: eine verbesserte Bildschirmdarstellung.
In der Breite geriet die Cheltenham bereits in den 1920er-Jahren ins Hintertreffen. Ihre häufige Verwendung polarisierte die typografischen Gemüter damals auf eine ähnliche Weise wie in den 1990ern und 2000ern der Gebrauch der – von dem Typografen Erik Spiekermann als „typografisches Suppenhuhn“ verspotteten – Times. Der Typograf Douglas McMurtrie verlieh seiner Kritik mit der lapidaren Bemerkung Ausdruck, dass das Erscheinungsbild der meisten Magazine und Werbedrucke allein durch den Verzicht auf jede Variante der Cheltenham verbessert werde.
1975 gab die New Yorker Typefoundry ITC (International Typeface Corporation) einen Relaunch der Cheltenham in Auftrag. Die Überarbeitung erfolgte zeitgleich mit der Marktetablierung der beiden Schriftklassiker-Überarbeitungen ITC Garamond und ITC Century. Den Relaunch der Cheltenham flankierte die ITC mit dem Hinweis, dass die Neuerscheinungen den „Mangel an ultraschweren Schriften im Textgrößenbereich“ beheben würden. Hauptmerkmal der ITC Cheltenham war die deutlich größere x-Höhe. Die Veröffentlichung der ITC Cheltenham erfolgte in zwei Etappen: 1975 mit den Schnitten Book und Utra (plus Italics), 1978 mit den beiden Nachzüglern Light und Bold (ebenfalls: plus Kursivvarianten).

## Eigenschaften und Verwendung
Die Mediengestaltungs-Webseite schriftgestaltung.com charakterisiert die Cheltenham als „amerikanisch, traditionell, trotzdem modern“. Die kurzen und gleichzeitig kräftigen Serifen unterstützten eine insgesamt gute Lesbarkeit. Die von den seinerzeitigen Clarendon-Schriften übernommenen Serifenformen seien für das Schrifdesign der Belle Epoque nicht unüblich gewesen. Besonderheit der Cheltenham sei ihr „kopflastiges“ Erscheinungsbild – resultierend aus der Überzeugung von Entwerfer Goodhue, dass die obere Hälfte von Buchstaben für die Lesbarkeit die entscheidende sei.
Obwohl die Cheltenham ursprünglich als Buchschrift konzipiert war, wurde sie später oftmals als Display-Schrift eingesetzt. Ein insgesamt auffälliger Charakterzug der Ur-Cheltenham, die überdurchschnittlich großen Oberlängen, wurden in der Variante von ITC korrigiert zugunsten einer deutliche(re)n Präsenz der für das Erscheinungsbild zentralen x-Höhe. Das von Schriften-Distributor Monotype betriebene Webportal MyFonts konstatiert der Cheltenham einerseits platzsparende Eigenschaften. Andererseits empfiehlt die Seite eine eher sparsame Verwendung; das markante Design der Cheltenham könne insbesondere bei der Aufnahme längerer Texte negativ ins Gewicht schlagen.<5>
Als bedeutende Satzschrift aus dem 20. Jahrhundert ist die Cheltenham in den Bibliotheken der meisten großen Anbieter (Linotype, Monotype, Adobe, URW) enthalten. Erhältlich sind sowohl die ältere, auf der ATF Cheltenham basierende Variante als auch die mit einer höheren x-Höhe aufwartende ITC Cheltenham. Ein Beispiel für die Verwendung der Cheltenham im öffentlichen Raum ist die Straßenbeschilderung der finnischen Hauptstadt Helsinki. Die Original-Cheltenham fand unter anderem Verwendung bei den Plakaten zu dem Horrorfilm The Devils aus dem Jahr 1971, die ITC-Variante – zusammen mit der ITC Clearface, deren Original aus derselben Periode stammt – bei der Gestaltung des Buchs The Hellebore Guide to Occult Britain aus dem Jahr 2021.